# Dolnje Impolje
Dolnje Impolje is een plaats in Slovenië en maakt deel uit van de gemeente Sevnica in de NUTS-3-regio Spodnjeposavska. De plaats telde 26 inwoners op 1 januari 2020.